# BloodNet
BloodNet est un jeu vidéo d’aventure et de rôle conçu par John Antinori et Laura Kambo et publié par MicroProse en 1993 sur IBM PC et Amiga. Le jeu se déroule dans un univers cyberpunk futuriste, à Manhattan en 2094, dans lequel le joueur incarne un mercenaire, Ransom Stark, qui doit lutter contre un vampire qui tente de dominer le monde. Le jeu débute par une phase de création d’un personnage, lors de laquelle le joueur doit répondre à une série de questions qui détermine les principales caractéristiques de son personnage. Le joueur peut ensuite explorer les différents environnements du jeu par l’intermédiaire d’une interface en pointer-et-cliquer.   Outre Manhattan, il peut notamment explorer le cyberspace.

## Accueil
| Bloodnet |      |       |
| Média    | Pays | Notes |
| Gen4     | FR   | 88 %  |
| Joystick | FR   | 91 %  |